# Adrian Tomine
Adrian Tomine, né 31 mai 1974 à Sacramento (Californie), est un auteur de bande dessinée américain.

## Biographie
Adrian Tomine est largement influencé par Gilbert et Jaime Hernandez. Il est titulaire d'un diplôme en littérature anglaise auprès de l'université de Californie à Berkeley.
Il a commencé à publier ses dessins en 1991 sous la forme d'un minicomic (en) intitulé Optic Nerve (français : nerf optique), dont le premier numéro, publié en août, est tiré à vingt-cinq exemplaires. Cette publication contient surtout des histoires à tendance autobiographique.
Il travaille ensuite pour le magazine Pulse!. Après avoir publié sept numéros de son fanzine, il reçoit en 1993 un prix de la fondation Xeric et en 1994 Tomine signe un contrat avec la maison d'édition canadienne Drawn and Quarterly qui lance une deuxième série d'Optic Nerve. En 1996, Tomine obtient le prix Harvey du meilleur nouveau talent pour les premiers numéros de cette nouvelle formule.
Il est également illustrateur, notamment pour les magazines The New Yorker et Time. Il vit actuellement à New York après avoir longtemps habité Berkeley, en Californie.

### Rapports avec Daniel Clowes
Adrian Tomine est proche de son confrère Daniel Clowes qui est son influence majeure de manière évidente,. Ils se rencontrent à Oakland en 1992 après que Clowes a déménagé de Chicago. Son épouse Erika suit des cours dans la même classe que Tomine à l'université de Berkeley et introduit les deux hommes. Les deux auteurs sympathisent malgré leur différence d'age : Clowes a trente ans et Tomine dix-huit ans. Fruit du hasard qui renforcera leurs liens : ils découvrent à cette époque qu'ils habitent dans la même rue. Tomine revient, entre autres, sur cette période en 2020 dans son autobiographie en bande dessinée La solitude du marathonien de la bande dessinée. Il y raconte certaines anecdotes biographiques liées à Clowes comme leur séjour au festival d'Angoulême en 2009, ou encore le fait que certains lecteurs confondait leurs livres respectifs, notamment lors d'une séance de dédicace au Japon. Le livre est introduit par une citation de Clowes répondant à un journaliste sur le fait d'être un dessinateur célèbre : « C'est comme être un des joueurs de badminton les plus célèbres au monde ».

## Publications en anglais

### Périodiques de bande dessinée
- Optic Nerve (minicomic (en)), auto-édition, 7 numéros, 1991-1994.
- Optic Nerve (comic book), Drawn and Quarterly, 14 numéros, 1995-2015.
- « Amber Sweet », dans Kramers Ergot no 7, 2008.

### Albums de bande dessinée
- 32 Stories: The Complete Optic Nerve Mini-Comics, Drawn & Quarterly, 1995  (ISBN 1896597009). Recueil des mini-comics Optic Nerve. Réédité en 2009  (ISBN 1897299761).
- Sleepwalk and Other Stories, 1998  (ISBN 1896597122). Recueil de 16 histoires publiées dans Optic Nerve no 1 à 4.
- Summer Blonde, 2002  (ISBN 1896597572). Recueil de quatre histoires publiées dans Optic Nerve no 5 à 8.
- Scrapbook - Uncollected Work 1990-2004, Drawn & Quarterly, 2004  (ISBN 1896597777).
- Shortcomings, 2007  (ISBN 1897299168). Recueil d'histoires publiées dans Optic Nerve no 9 à 11.
- Scenes From an Impending Mariage, Drawn & Quaryterly, 2011  (ISBN 9781770460348).
- Killing and Dying, Darwn & Quarterly, 2015  (ISBN 9781770462090). Recueil d'histoires publiées dans Optic Nerve no 12 à 14.
- The Loneliness of the Long-Distance Cartoonist, Drawn & Quarterly, 2020  (ISBN 9781770463950).

### Recueils d'illustrations
- New York Sketches, Buenaventura Press, 2004  (ISBN 0976684829).
- Optic Nerve: 30 Postcards, Chronicle Books, 2005  (ISBN 0811844897).
- New York Drawings, Drawn & Quarterly, 2012  (ISBN 9781770460874).
- New York Drawings: 30 Postcards, Drawn & Quarterly, 2014  (ISBN 9781770461598).

## Traductions françaises
- Les Yeux à vif, Delcourt, coll. « Contrebande », 1998  (ISBN 2-84055-175-6)[9]. Contient « Somnambulisme », « Echo ave », « Tarif de nuit », « Chute », « Pause-déjeuner », « Le Fil d'Ariane », « Job d'été », « Glaçage rose », « Transit », « Traces », « Dylan & Donovan » et « Pris en otage ».
- Blonde platine, Seuil, 2003  (ISBN 2-02-059327-0). Contient « Alter ego », « Blonde platine », « Escapade hawaïenne », « Alerte à la bombe ».
- 32 Histoires, Seuil, 2004  (ISBN 2-02-067791-1).
- Insomnie et Autres Histoires, Delcourt, coll. « Outsider », 2008  (ISBN 978-2-7560-1581-1). Réédition augmentée des Yeux à vif conforme à l'édition originale de Sleepwalk.
- Loin d'être parfait, Delcourt, 2008  (ISBN 978-2-7560-1580-4). Sélection officielle du Festival d'Angoulême 2009.
- Scènes d'un mariage imminent, Delcourt, coll. « Outsider », 2011  (ISBN 978-2-7560-2674-9).
- Les Intrus, Cornélius, 2015  (ISBN 978-2-360-81104-5). Sélection officielle du Festival d'Angoulême 2016.
- La Solitude du marathonien de la bande dessinée, Cornélius, 2020  (ISBN 978-2-360-81184-7).

## Adaptation à l'écran
En 2020, Jacques Audiard réalise le film Les Olympiades, co-écrit avec Léa Mysius et Céline Sciamma, il s'agit d'une adaptation de la bande dessinée Les Intrus.

## Distinctions
- 1993 : prix de la fondation Xeric[10]
- 1996 : Prix Harvey du meilleur nouveau talent pour Optic Nerve[11]
- 2004 :   Sélection Prix du meilleur album du Festival d'Angoulême 2004 pour Blonde platine[12]
- 2007 : Prix Ignatz du meilleur comic book pour Optic Nerve no 11[13]
- 2009 :  Prix Peng ! de la meilleure bande dessinée des USA pour Loin d'être parfait[14]
- 2009 :   Sélection officielle du Festival d'Angoulême 2009 pour Loin d'être parfait[15]
- 2016 :   Sélection officielle du Festival d'Angoulême 2016 pour Les Intrus[16]
- 2016 : Prix Eisner de la meilleure histoire courte pour « Tuer et Mourir »[17]
- 2016 :  Finaliste Prix Bédélys Monde[18] pour Les Intrus
- 2021 :  Prix Eisner du meilleur mémoire graphique et de la meilleure maquette pour La Solitude du marathonien de la bande dessinée[19]